# Purpergors
De purpergors (Passerina ciris) of Mexicaanse nonpareil is een zangvogel uit de familie van de kardinaalachtigen (Cardinalidae). De wetenschappelijke naam van de soort gepubliceerd in 1758 door Linnaeus als Emberiza ciris in de tiende editie van Systema naturae.

## Kenmerken
De mannetjes hebben een helderblauwe kop, nek en schouders en een groene rug, vleugels en staart, die tevens getooid is met rode veren. De onderzijde is vermiljoenrood en de stuit is oranje. De ogen zijn bruin, de snavel en poten zijn hoornkleurig. Vrouwtjes hebben een grijsgroene bovenzijde en een lichter geelgroene onderzijde. De lichaamslengte bedraagt 14 cm.

## Leefwijze
Deze vogel is uitzonderlijk schuw en teruggetrokken en is moeilijk waarneembaar, behalve als het mannetje zit te zingen. Hij leeft van een verscheidenheid aan zaden, insecten en insectenlarven.

## Voortplanting
Het nest is strak, diep en komvormig en is gemaakt van twijgen en gras met een zachte voering. Het bevindt zich halfhoog in een struik of jonge boom.

## Verspreiding en leefgebied
Deze soort broedt in de zuidoostelijke VS, Mexico, Bahama's, Cuba en Jamaica. In het westen van het verspreidingsgebied leeft de vogel in gebieden met struikgewas. In het oosten komt de vogel voor in extensief gebruik agrarisch gebied in kustvlaktes.
De soort telt twee ondersoorten:
Mexicaanse nonpareil * Passerina ciris ciris: zuidoostelijke Verenigde Staten.
- Passerina ciris pallidior: zuidelijk-centrale Verenigde Staten en noordelijk Mexico.

## Status op de rode lijst
De aantallen van de purpergors dalen en daarom is deze vogel in 2004 op de Rode Lijst van de IUCN geplaatst. Het leefgebied wordt bedreigd door verstedelijking en intensivering van de landbouw. In Mexico komt daarbij nog vogelvangst voor de handel. Om deze redenen heeft de purpergors de status gevoelig.